# Salut les copains (magazine)
Pour les articles homonymes, voir Salut les Copains.
 (octobre 2022).
Salut les copains  est un magazine mensuel, lancé fin juin 1962 par Frank Ténot et Daniel Filipacchi (par ailleurs animateurs de l'émission Pour ceux qui aiment le jazz sur Europe 1). Il s'agit du prolongement écrit de l'émission radiophonique éponyme, active depuis 1959. La revue est centrée principalement sur les nouveaux artistes de musique pop, rock et variétés, au départ majoritairement influencés par les rythmes anglo-saxons. Un phénomène exceptionnel dans l'histoire de la presse pour adolescents, filles et garçons, s'appuyant sur un autre phénomène, celui du baby boom à partir de l'année 1945, la jeunesse française appréciant  particulièrement cette nouvelle vague musicale internationale venue principalement des États-Unis et d'Angleterre, radicalement différente de celle de leurs parents.

## Histoire
Le magazine est lancé durant l'été 1962 par Frank Ténot et Daniel Filipacchi comme prolongement écrit de l'émission radiophonique éponyme, diffusée chaque jour sur Europe 1 depuis 1959. La revue connaît d'emblée un succès important qui lui permet, à son apogée, de dépasser le million d'exemplaires vendus, et de donner son unité éditoriale à la génération dite yéyé en mettant régulièrement en avant des artistes comme Johnny Hallyday, Sylvie Vartan, Eddy Mitchell, Françoise Hardy, Vic Laurens, Dick Rivers, Richard Anthony, Hugues Aufray, Claude François, Adamo,  Sheila, Jacques Dutronc, Antoine, Michel Polnareff ou France Gall, pour ne citer que ceux-ci.
L'histoire aurait pu être cependant de courte durée. Le no 2 met en couverture une photo d'Elvis Presley brandissant un couteau. Daniel Filipacchi est convoqué au ministère de la Justice, devant le rapporteur du juge responsable de la commission de la jeunesse et de l'enfance, chargée de la surveillance de la presse. L'éditeur prouve que ladite photo est extraite d'un film qui n'est pas frappé d'interdiction aux moins de 18 ans et échappe ainsi aux poursuites.
Le magazine publie d'importants reportages détaillés sur les faits et gestes, mais aussi les concerts, de cette nouvelle génération de chanteurs français, mais aussi sur les chanteurs ou groupes anglo-saxons, comme les Beatles et les Rolling Stones. Les principaux rédacteurs sont, au départ, Raymond Mouly (secrétaire général de la rédaction), Éric Vincent, Jean-Pierre Frimbois (qui en deviendra le rédacteur en chef), Roland Gaillac, Guy Abitan, Robert Madjar, Jean-Marc Pascal. Le dessinateur et cinéaste Michel Bourdais y commence sa carrière professionnelle,. Les photographies sont confiées à Jean-Marie Périer, à Tony Frank et à Benjamin Auger, sans oublier Bernard Leloup, au départ assistant de Tony Frank. Réalisée par Jean-Marie Périer, la photographie la plus ambitieuse regroupera sur une même photo en double page, dite Photo du siècle, toutes les idoles de l'époque, chanteurs, chanteuses et groupes. 
Deux initiatives sont à relever : la publication chaque mois d'un poster de l'artiste en couverture et celle des paroles de chansons (en français) du moment. Son succès suscite le lancement d'un prolongement, Mademoiselle Âge tendre, (dans le même groupe) à destination plus particulière des adolescentes et de concurrents comme Bonjour les amis, Podium (magazine édité par Claude François), Best, Formidable (RTL), Extra ou Nous les garçons et les filles. Le titre sera revendu à la société Edi-Presse. Il existait alors sous le titre Salut, avec une formule différente. Ce nouveau titre arrêtera définitivement sa parution en avril 2006.

## Concurrents
Dans les années 1980, il compte parmi ses concurrents le magazine Numéro Un, qui suit l'ascension et le popularité chez les jeunes de nouveaux artistes comme Jean-Jacques Goldman, à l'époque où le marché est dominé également par des titres comme Best et Rock and folk.

## Structure
Comme l'émission éponyme, le magazine est très structuré et offre des repères qui fidélisent son audience. Pas de jingles, évidemment, mais le personnage de Chouchou un peu partout dans le magazine les remplace. Un inévitable hit-parade entouré des paroles de quelques chansons du moment. Un « plein feux » chaque mois sur une vedette dont la photo occupera le dépliant central. Dans cette rubrique, une sous-rubrique « J'aime... Je déteste », où la vedette indique en deux pages placées vis-à-vis ce qu'elle apprécie ou non. Celle-ci donne une place à l'humour grinçant (Sylvie Vartan : Je déteste les gens sales. Une seule exception : Carlos) et aux déclarations énigmatiques (Antoine : J'adore les huit mille personnes qui font vivre le monde). Parfois aussi sont proposés des tests, avec pour chaque question quatre réponses censées être celles de quatre vedettes.

## Hit-parade

### Juillet-août 1962
Dès le numéro « juillet - août 1962 », premier numéro du magazine, on trouve un classement qui va être publié dans chaque numéro : la liste « Chansons ». Elle a été obtenue par le classement des titres les plus souvent demandés pendant les cinq mois précédents (1er janvier au 31 mai 1962), quelle que soit l’interprétation. Les listes suivantes seront obtenues sur un mois et se nommeront « Le Hit parade de Salut les Copains ».
|    | Interprète             | Titre                    | Pays        |
| -- | ---------------------- | ------------------------ | ----------- |
| 1  | Johnny Hallyday        | Retiens la nuit          | France      |
| 2  | Ray Charles            | What'd I Say             | États-Unis  |
| 3  | Richard Anthony        | La leçon de twist        | France      |
| 4  | Petula Clark           | Ya ya twist              | Royaume-Uni |
| 5  | Richard Anthony        | Le Vagabond              | France      |
| 6  | Ray Charles            | Georgia on My Mind       | États-Unis  |
| 7  | Johnny Hallyday        | Douce Violence           | France      |
| 8  | Charles Aznavour       | Alleluia                 | France      |
| 9  | Ray Charles            | Hit the Road Jack        | États-Unis  |
| 10 | Sylvie Vartan          | Quand le film est triste | France      |
| 11 | Elvis Presley          | Good Luck Charm          | États-Unis  |
| 12 | Chats Sauvages         | Un p'tit je ne sais quoi | France      |
| 13 | Les Chaussettes noires | Volage                   | France      |
| 14 | Chats Sauvages         | C'est pas sérieux        | France      |
| 15 | Henri Salvador         | Le lion est mort ce soir | France      |
| 16 | Bobby Darin            | Multiplication           | États-Unis  |
| 17 | Gilbert Bécaud         | Et maintenant            | France      |
| 18 | Danyel Gérard          | Gonzales                 | France      |